# Morti nel 1966/Aprile
| Questa pagina contiene informazioni ricavate automaticamente dalle voci biografiche con l'ausilio del template Bio e di un bot. L'aggiornamento è periodico e automatico e ricostruisce completamente la pagina. Se manca una persona in questa lista, sei pregato di non aggiungerla, ma accertati piuttosto che la sua voce biografica contenga il template Bio e che i dati anagrafici siano correttamente compilati. Se il template Bio manca, inseriscilo tu stesso o, in alternativa, metti l'avviso {{tmp\|Bio}} che ne segnala la mancanza. Se i dati riportati sono sbagliati, correggi direttamente la voce biografica; le modifiche saranno visibili in questa lista entro pochi giorni. Per chiarimenti vedi il progetto biografie. La lista contiene solo le 84 persone che sono citate nell'enciclopedia e per le quali è stato implementato correttamente il template Bio. Pagina aggiornata al 3 mar 2024. |

- 1º aprile - Karl Adam, teologo tedesco (n. 1876)
- 1º aprile - Leo Ghering, calciatore olandese (n. 1900)
- 1º aprile - Flann O'Brien, scrittore e giornalista irlandese (n. 1911)
- 1º aprile - Paolo Signorini, dirigente d'azienda italiano (n. 1884)
- 2 aprile - Marian Ainslee, sceneggiatrice statunitense (n. 1896)
- 2 aprile - Cecil Scott Forester, scrittore e drammaturgo inglese (n. 1899)
- 2 aprile - Spiros Melàs, drammaturgo, regista teatrale e giornalista greco (n. 1882)
- 3 aprile - Russel Crouse, scrittore statunitense (n. 1893)
- 3 aprile - Battista Farina, imprenditore e carrozziere italiano (n. 1893)
- 4 aprile - Jimmy Daywalt, pilota automobilistico statunitense (n. 1924)
- 4 aprile - Herbert Lunde, calciatore norvegese (n. 1899)
- 4 aprile - Alfred Naujocks, militare tedesco (n. 1911)
- 5 aprile - Slats Gill, cestista, giocatore di baseball e allenatore di pallacanestro statunitense (n. 1901)
- 5 aprile - Lamberto Vannutelli, ammiraglio e esploratore italiano (n. 1871)
- 6 aprile - Julia Faye, attrice statunitense (n. 1893)
- 6 aprile - Edna Flugrath, attrice statunitense (n. 1893)
- 6 aprile - Evaristo Madeddu, religioso italiano (n. 1890)
- 6 aprile - Ben Stephens, cestista statunitense (n. 1916)
- 7 aprile - Rina De Liguoro, pianista e attrice cinematografica italiana (n. 1892)
- 7 aprile - Walt Hansgen, pilota automobilistico statunitense (n. 1919)
- 8 aprile - Felicjan Kępiński, astronomo polacco (n. 1885)
- 9 aprile - Gheorghe Anghel, scultore rumeno (n. 1904)
- 9 aprile - Ivo Levi, generale italiano (n. 1894)
- 9 aprile - Pietro Tortorici, matematico italiano (n. 1891)
- 10 aprile - Ryūshi Kawabata, pittore giapponese (n. 1885)
- 10 aprile - Bartolomé Macías, arbitro di calcio, allenatore di calcio e giornalista argentino (n. 1903)
- 10 aprile - Henri Van Lerberghe, ciclista su strada e pistard belga (n. 1891)
- 10 aprile - Evelyn Waugh, scrittore britannico (n. 1903)
- 11 aprile - Roman Dzneladze, lottatore sovietico (n. 1933)
- 11 aprile - Avtandil Koridze, lottatore sovietico (n. 1935)
- 11 aprile - Einar Olsen, fotografo danese (n. 1886)
- 11 aprile - William H. Pitsenbarger, militare statunitense (n. 1944)
- 12 aprile - Janez Jalen, presbitero, drammaturgo e scrittore sloveno (n. 1891)
- 13 aprile - Abd al-Salam Arif, militare e politico iracheno (n. 1921)
- 13 aprile - Carlo Carrà, pittore italiano (n. 1881)
- 13 aprile - Georges Duhamel, scrittore e medico francese (n. 1884)
- 13 aprile - Felix von Luckner, militare tedesco (n. 1881)
- 13 aprile - Frank Nighbor, hockeista su ghiaccio canadese (n. 1893)
- 13 aprile - Katsuo Takaishi, nuotatore giapponese (n. 1906)
- 14 aprile - Mario Mezzadra, ammiraglio italiano (n. 1894)
- 15 aprile - Joseph Crehan, attore statunitense (n. 1883)
- 16 aprile - Roger Lapham, politico statunitense (n. 1883)
- 16 aprile - Gaspar Lefebvre,  francese (n. 1880)
- 16 aprile - Dino Bonardi, giornalista e scrittore italiano (n. 1896)
- 17 aprile - Jim Anderson, calciatore nordirlandese (n. 1906)
- 17 aprile - Luigi Foscolo Benedetto, critico letterario e francesista italiano (n. 1886)
- 17 aprile - Mario Serandrei, montatore e sceneggiatore italiano (n. 1907)
- 18 aprile - Ed Fitzgerald, hockeista su ghiaccio statunitense (n. 1891)
- 18 aprile - Allie Morrison, lottatore statunitense (n. 1904)
- 19 aprile - Gösta Åsbrink, ginnasta e pentatleta svedese (n. 1881)
- 19 aprile - Jack Cock, allenatore di calcio e calciatore britannico (n. 1893)
- 19 aprile - Neil Hamilton Fairley, medico e militare australiano (n. 1891)
- 19 aprile - Javier Solís, cantante e attore messicano (n. 1931)
- 19 aprile - Väinö Tanner, politico finlandese (n. 1881)
- 20 aprile - Jens Kirkegaard, ginnasta danese (n. 1889)
- 20 aprile - Federico di Prussia, principe tedesco (n. 1911)
- 21 aprile - Josef Dietrich, generale tedesco (n. 1892)
- 21 aprile - Achille d'Havet, generale italiano (n. 1888)
- 22 aprile - Enrico Glori, attore italiano (n. 1901)
- 22 aprile - Mario Vallotto, ciclista su strada e pistard italiano (n. 1933)
- 23 aprile - Naima Akef, ballerina e attrice egiziana (n. 1929)
- 23 aprile - Georges Ohsawa, scrittore giapponese (n. 1893)
- 24 aprile - Şehzade Ahmed Tevhid, principe ottomano (n. 1904)
- 24 aprile - Hans Christian Branner, scrittore danese (n. 1903)
- 24 aprile - Leo Crowe, cestista statunitense (n. 1912)
- 24 aprile - Tino Pattiera, tenore dalmata (n. 1890)
- 25 aprile - Antonio Andretta, ciclista su strada italiano (n. 1909)
- 25 aprile - Corrado Gex, politico e aviatore italiano (n. 1932)
- 25 aprile - Marija Nikolaevna Kuznecova, soprano e ballerina russa (n. 1880)
- 25 aprile - Maurice Roelants, scrittore e poeta belga (n. 1895)
- 25 aprile - Mir Sultan Khan, scacchista indiano (n. 1905)
- 26 aprile - Giorgio Falco, storico italiano (n. 1888)
- 26 aprile - Tom Florie, calciatore statunitense (n. 1897)
- 26 aprile - Samuel Kahanamoku, nuotatore statunitense (n. 1902)
- 26 aprile - Gjon Markagjoni, politico albanese (n. 1888)
- 26 aprile - Daniele Ruffinoni, ingegnere italiano (n. 1882)
- 27 aprile - Mario Albertelli, direttore della fotografia italiano (n. 1904)
- 28 aprile - Gilberto Govi, attore italiano (n. 1885)
- 28 aprile - Anders Petersen, pugile danese (n. 1902)
- 29 aprile - Eugene O'Brien, attore statunitense (n. 1880)
- 29 aprile - Blaine Sexton, hockeista su ghiaccio britannico (n. 1892)
- 29 aprile - Paula Strasberg, attrice teatrale e insegnante statunitense (n. 1909)
- 30 aprile - Everett Case, allenatore di pallacanestro statunitense (n. 1900)
- 30 aprile - Richard Fariña, scrittore e cantautore statunitense (n. 1937)